# Indywidualne Mistrzostwa Szwecji na Żużlu 2011
Indywidualne Mistrzostwa Szwecji na Żużlu 2011 – cykl turniejów żużlowych, mających wyłonić najlepszych żużlowców szwedzkich w sezonie 2011. Tytuł wywalczył Andreas Jonsson.

## Finał
- Målilla, 17 września 2011

| Msc. | Zawodnik            | Klub | Pkt |             | Uwagi                          |
| ---- | ------------------- | ---- | --- | ----------- | ------------------------------ |
| 1    | Andreas Jonsson     |      | 13  | (3,3,3,1,3) | I m. w finale                  |
| 2    | Fredrik Lindgren    |      | 11  | (3,3,u,2,3) | II m. w finale                 |
| 3    | Antonio Lindbäck    |      | 10  | (t,3,3,2,2) | I m. w barażu, III m. w finale |
| 4    | Jonas Davidsson     |      | 12  | (3,3,2,3,1) | IV m. w finale                 |
| 5    | Tomas H. Jonasson   |      | 9   | (2,2,2,1,2) | II m. w barażu                 |
| 6    | Peter Karlsson      |      | 10  | (3,1,3,3,0) | III m. w barażu                |
| 7    | Linus Sundström     |      | 9   | (2,1,3,0,3) | IV m. w barażu                 |
| 8    | Sebastian Aldén     |      | 7   | (1,2,1,3,w) |                                |
| 9    | Kim Nilsson         |      | 6   | (2,0,1,3,0) |                                |
| 10   | Daniel Nermark      |      | 6   | (2,2,2,d,0) |                                |
| 11   | Eric Andersson      |      | 6   | (0,1,2,2,1) |                                |
| 12   | Daniel Davidsson    |      | 5   | (1,2,1,1,u) |                                |
| 13   | Mikael Max          |      | 5   | (1,w,1,2,1) |                                |
| 14   | Anton Rosen         |      | 4   | (–,1,0,1,2) |                                |
| 15   | Peter Ljung         |      | 3   | (0,0,u,0,3) |                                |
| 16   | Ludvig Lindgren     |      | 3   | (1,0,0,d,2) |                                |
|      | rez. Pontus Aspgren |      | 0   | (w)         |                                |
|      | rez. David Ruud     |      | 0   | (d)         |                                |

## Bieg po biegu
1. F.Lindgren, Nilsson, L.Lindgren, Ljung
2. Karlsson, Jonasson, D.Davidsson (Lindbäck t), Aspgren (w/u)
3. Jonsson, Nermark, Alden, Ruud (d)
4. J.Davidsson, Sundström, Max, Andersson
5. Jonsson, Jonasson, Andersson, L.Lindgren
6. J.Davidsson, Alden, Karlsson, Nilsson
7. Lindbäck, Nermark, Sundström, Ljung
8. F.Lindgren, D.Davidsson, Rosen, Max (w/2min)
9. Karlsson, Nermark, Max, L.Lindgren
10. Sundström, Jonasson, Nilsson, Rosen
11. Jonsson, J.Davidsson, D.Davidsson, Ljung (u)
12. Lindbäck, Andersson, Alden, F.Lindgren (u)
13. J.Davidsson, Lindbäck, Rosen, L.Lindgren (d)
14. Nilsson, Andersson, D.Davidsson, Nermark (d)
15. Alden, Max, Jonasson, Ljung
16. Karlsson, F.Lindgren, Jonsson, Sundström
17. Sundström, L.Lindgren, D.Davidsson (u), Alden (w/u)
18. Jonsson, Lindbäck, Max, Nilsson
19. Ljung, Rosen, Andersson, Karlsson
20. F.Lindgren, Jonasson, J.Davidsson, Nermark
21. Baraż (miejsca 4-7, najlepszy do finału): Lindbäck, Jonasson, Karlsson, Sundström
22. Finał (miejsca 1-3 i najlepszy z barażu): Jonsson, F.Lindgren, Lindbäck, J.Davidsson